# 기초의학 (학술지)
기초의학(基礎醫學)은 1969년에 창간되어 과학백과사전출판사에서 출판되는 조선민주주의인민공화국의 계간 일반 의학 학술지이다. 이 학술지는 광범위한 출판 편향의 영향을 받고 있으며 국제 표준과 거리가 멀고 동료 평가, 인라인 인용 또는 윤리 강령이 부족하다. 기초의학은 대한민국에서 구할 수 있는 조선민주주의인민공화국 의학 학술지 10종 중 하나이지만 주로 국내 유통을 위해 제작된다.

## 형식
기초의학을 비롯한 북한의 의학저널은 대체로 국제표준과 거리가 멀다. 기초의학은 매 호마다 김씨 일가의 인용문과 목차, 정부 입장을 반영한 서명 없는 사설 2~3개로 시작된다. 저널의 기사에는 저자의 이름이 포함되어 있지만 기관 소속과 같은 기타 전기 정보는 포함되지 않는다. 저널에 게재되는 기사는 2페이지를 초과하는 경우가 거의 없고, 초록이 부족하며, 일반적으로 손으로 그리는 표, 그래프 또는 이미지를 거의 사용하지 않는다.
저널의 뒷표지에는 다양한 출판 정보가 포함되어 있지만 저널에서는 때때로 이 정보를 생략했다. 다른 북한 과학 저널과 마찬가지로 이 저널에서는 투고 지침, 윤리 강령, 동료 평가 과정(편집위원회가 있음을 나타냄) 또는 구독 모델에 대해 언급하지 않는다.

## 같이 보기
- 조선민주주의인민공화국의 보건
- 조선민주주의인민공화국의 교육